# Danais fragrans
Danais fragrans là một loài thực vật có hoa trong họ Thiến thảo. Loài này được (Lam.) Pers. mô tả khoa học đầu tiên năm 1805.